# Aliens vs. Predator: Requiem
Aliens vs. Predator: Requiem (2007) (cunoscut și ca AVP:R) este un film american de acțiune științifico-fantastic. O continuare a producției din 2004, Alien vs. Predator, filmul aparține francizelor Alien și Predator. Filmările au început pe 25 septembrie 2006 la Vancouver sub regia fraților Strause (Colin și Greg). Scenariul filmului este scris de Shane Salerno. În rolurile principale apar actorii Steven Pasquale și Reiko Aylesworth.

## Distribuție
- Steven Pasquale – Dallas Howard
- Reiko Aylesworth – Kelly O'Brien
- John Ortiz – Eddie Morales, the sheriff of Gunnison.
- Johnny Lewis – Ricky Howard
- Sam Trammell – Tim O'Brien
- Ariel Gade – Molly O'Brien
- Robert Joy – Colonel Stevens